# 유음 (양왕)
양왕 유음(梁王 劉音, ? ~ ?)은 중국 전한의 황족 · 제후왕으로, 마지막 양왕이다. 양효왕 유무의 현손의 증손이다.

## 사적
원래는 패군의 졸사(卒史)라는 하급 관리를 지내고 있었는데, 전 왕인 유립이 평제의 외가 위씨와의 모반에 연루돼 왕위에서 쫓겨나자 원시 5년(5년) 2월 정유일에 왕망이 태황태후를 통해 유음을 새 왕으로 삼아 효왕의 후사를 받들게 했다.
양왕 음 5년(9년), 왕망이 전한을 멸하고 신나라를 세우면서 공작으로 작위가 깎였고, 이듬해 봉국을 폐하면서 작위를 잃었다.